# Lithosia ranrunensis
Lithosia ranrunensis là một loài bướm đêm thuộc phân họ Arctiinae, họ Erebidae.